# Водное поло на летней Спартакиаде народов СССР 1963
Турнир по водному поло на III летней Спартакиаде народов СССР был проведён с 8 по 17 августа 1963 года в Москве. Соревнования также имели статус XXIII чемпионата СССР.
В турнире приняли участие 17 сборных команд от 15 союзных республик и городов Москвы и Ленинграда. Соревнования проводились в два этапа — предварительный и финальный. Игры проходили в открытом бассейне Центрального стадиона имени В. И. Ленина и в открытом бассейне № 2 в Турчаниновом переулке. Победителем стала сборная Москвы.

## Предварительный этап
17 команд были разбиты на три подгруппы, внутри которых провели турнир по круговой системе. Два победителя групп выходили в финальный турнир за 1—6-е места, команды, занявшие третье и четвёртое место — в турнир за 7—12-е места, остальные — в турнир за 13—17-е места. При равенстве очков места, занятые командами в группах, определялись по результату личной встречи, а в случае ничьей — по общей разнице забитых и пропущенных мячей.

### Первая подгруппа
|                        | 1   | 2   | 3   | 4   | 5   | 6   | И | В | Н | П | М     | О  |
| ---------------------- | --- | --- | --- | --- | --- | --- | - | - | - | - | ----- | -- |
| 1. Ленинград           |     | 3:1 | 5:0 | 4:2 | 3:2 | 7:2 | 5 | 5 | 0 | 0 | 22:7  | 10 |
| 2. Азербайджанская ССР | 1:3 |     | 5:2 | 2:1 | 5:0 | 5:2 | 5 | 4 | 0 | 1 | 18:8  | 8  |
| 3. Казахская ССР       | 0:5 | 2:5 |     | 3:3 | 4:1 | 5:3 | 5 | 2 | 1 | 2 | 14:17 | 5  |
| 4. Армянская ССР       | 2:4 | 1:2 | 3:3 |     | 3:3 | 2:2 | 5 | 0 | 3 | 2 | 11:14 | 3  |
| 5. Эстонская ССР       | 2:3 | 0:5 | 1:4 | 3:3 |     | 1:0 | 5 | 1 | 1 | 3 | 7:15  | 3  |
| 6. Литовская ССР       | 2:7 | 2:5 | 3:5 | 2:2 | 0:1 |     | 5 | 0 | 1 | 4 | 9:20  | 1  |

8 августа
- Ленинград — Азербайджанская ССР — 3:1
- Армянская ССР — Эстонская ССР — 3:3
- Казахская ССР — Литовская ССР — 5:3

9 августа
- Эстонская ССР — Литовская ССР — 1:0
- Ленинград — Казахская ССР — 5:0
- Азербайджанская ССР — Армянская ССР — 2:1

10 августа
- Азербайджанская ССР — Литовская ССР — 5:2
- Ленинград — Армянская ССР — 4:2
- Казахская ССР — Эстонская ССР — 4:1

11 августа
- Армянская ССР — Казахская ССР — 3:3
- Азербайджанская ССР — Эстонская ССР — 5:0
- Ленинград — Литовская ССР — 7:2

12 августа
- Ленинград — Эстонская ССР — 3:2
- Азербайджанская ССР — Казахская ССР — 5:2
- Литовская ССР — Армянская ССР — 2:2

### Вторая подгруппа
|                   | 1    | 2    | 3   | 4    | 5   | 6    | И | В | Н | П | М     | О  |
| ----------------- | ---- | ---- | --- | ---- | --- | ---- | - | - | - | - | ----- | -- |
| 1. Грузинская ССР |      | 4:3  | 7:0 | 10:1 | 8:4 | 10:1 | 5 | 5 | 0 | 0 | 39:9  | 10 |
| 2. Украинская ССР | 3:4  |      | 7:0 | 3:1  | 6:1 | 14:0 | 5 | 4 | 0 | 1 | 33:6  | 8  |
| 3. Киргизская ССР | 0:7  | 0:7  |     | 2:1  | 3:2 | 6:0  | 5 | 3 | 0 | 2 | 11:17 | 6  |
| 4. Таджикская ССР | 1:10 | 1:3  | 1:2 |      | 5:3 | 4:4  | 5 | 1 | 1 | 3 | 12:22 | 3  |
| 5. Молдавская ССР | 4:8  | 1:6  | 2:3 | 3:5  |     | 5:1  | 5 | 1 | 0 | 4 | 15:23 | 2  |
| 6. Латвийская ССР | 1:10 | 0:14 | 0:6 | 4:4  | 1:5 |      | 5 | 0 | 1 | 4 | 6:39  | 1  |

8 августа
- Грузинская ССР — Киргизская ССР — 7:0
- Украинская ССР — Молдавская ССР — 6:1
- Латвийская ССР — Таджикская ССР — 4:4

9 августа
- Украинская ССР — Таджикская ССР — 3:1
- Киргизская ССР — Латвийская ССР — 6:0
- Грузинская ССР — Молдавская ССР — 8:4

10 августа
- Грузинская ССР — Таджикская ССР — 10:1
- Киргизская ССР — Молдавская ССР — 3:2
- Украинская ССР — Латвийская ССР — 14:0

11 августа
- Молдавская ССР — Латвийская ССР — 5:1
- Грузинская ССР — Украинская ССР — 4:3
- Киргизская ССР — Таджикская ССР — 2:1

12 августа
- Таджикская ССР — Молдавская ССР — 5:3
- Украинская ССР — Киргизская ССР — 7:0
- Грузинская ССР — Латвийская ССР — 10:1

### Третья подгруппа
|                    | 1    | 2    | 3   | 4   | 5    | И | В | Н | П | М     | О |
| ------------------ | ---- | ---- | --- | --- | ---- | - | - | - | - | ----- | - |
| 1. Москва          |      | 3:1  | 5:1 | 7:0 | 15:3 | 4 | 4 | 0 | 0 | 30:5  | 8 |
| 2. РСФСР           | 1:3  |      | 5:3 | 5:4 | 10:2 | 4 | 3 | 0 | 1 | 21:12 | 6 |
| 3. Белорусская ССР | 1:5  | 3:5  |     | 1:1 | 3:2  | 4 | 1 | 1 | 2 | 8:13  | 3 |
| 4. Узбекская ССР   | 0:7  | 4:5  | 1:1 |     | 2:2  | 4 | 0 | 2 | 2 | 7:15  | 2 |
| 5. Туркменская ССР | 3:15 | 2:10 | 2:3 | 2:2 |      | 4 | 0 | 1 | 3 | 9:30  | 1 |

8 августа
- Узбекская ССР — Туркменская ССР — 2:2
- Москва — РСФСР — 3:1

9 августа
- Москва — Белорусская ССР — 5:1
- РСФСР — Туркменская ССР — 10:2

10 августа
- Белорусская ССР — Туркменская ССР — 3:2
- РСФСР — Узбекская ССР — 5:4

11 августа
- Москва — Туркменская ССР — 15:3
- Узбекская ССР — Белорусская ССР — 1:1

12 августа
- Москва — Узбекская ССР — 7:0
- РСФСР — Белорусская ССР — 5:3

## Финальный этап
Результаты матчей между командами, встречавшимися друг с другом на предварительном этапе, были засчитаны на финальном этапе. В таблицах эти результаты показаны курсивом.

### За 1—6-е места
|                        | 1   | 2   | 3   | 4—5 | 4—5 | 6   | И | В | Н | П | М     | О  |
| ---------------------- | --- | --- | --- | --- | --- | --- | - | - | - | - | ----- | -- |
| 1. Москва              |     | 2:0 | 5:2 | 2:1 | 3:1 | 4:2 | 5 | 5 | 0 | 0 | 16:6  | 10 |
| 2. Грузинская ССР      | 0:2 |     | 4:3 | 3:1 | 4:3 | 3:2 | 5 | 4 | 0 | 1 | 14:11 | 8  |
| 3. Украинская ССР      | 2:5 | 3:4 |     | 3:1 | 2:2 | 5:2 | 5 | 2 | 1 | 2 | 15:14 | 5  |
| 4—5. Ленинград         | 1:2 | 1:3 | 1:3 |     | 2:2 | 3:1 | 5 | 1 | 1 | 3 | 8:11  | 3  |
| 4—5. РСФСР             | 1:3 | 3:4 | 2:2 | 2:2 |     | 1:1 | 5 | 0 | 3 | 2 | 9:12  | 3  |
| 6. Азербайджанская ССР | 2:4 | 2:3 | 2:5 | 1:3 | 1:1 |     | 5 | 0 | 1 | 4 | 8:16  | 1  |

Сборные Ленинграда и РСФСР разделили 4—5-е места ввиду равенства очков, ничьей в личной встрече и одинаковой разницы забитых и пропущенных мячей.
14 августа
- Москва — Грузинская ССР — 2:0
- Азербайджанская ССР — РСФСР — 1:1
- Украинская ССР — Ленинград — 3:1

15 августа
- Москва — Ленинград — 2:1
- Украинская ССР — Азербайджанская ССР — 5:2
- Грузинская ССР — РСФСР — 4:3

16 августа
- Украинская ССР — РСФСР — 2:2
- Грузинская ССР — Ленинград — 3:1
- Москва — Азербайджанская ССР — 4:2

17 августа
- Грузинская ССР — Азербайджанская ССР — 3:2
- Ленинград — РСФСР — 2:2
- Москва — Украинская ССР — 5:2

### За 7—12-е места
|                     | 7   | 8   | 9   | 10  | 11  | 12  | И | В | Н | П | М     | О |
| ------------------- | --- | --- | --- | --- | --- | --- | - | - | - | - | ----- | - |
| 7. Узбекская ССР    |     | 2:2 | 2:1 | 1:1 | 3:3 | 8:3 | 5 | 2 | 3 | 0 | 16:10 | 7 |
| 8. Казахская ССР    | 2:2 |     | 3:3 | 3:3 | 5:2 | 7:2 | 5 | 2 | 3 | 0 | 20:12 | 7 |
| 9. Армянская ССР    | 1:2 | 3:3 |     | 6:3 | 8:4 | 2:1 | 5 | 3 | 1 | 1 | 20:13 | 7 |
| 10. Белорусская ССР | 1:1 | 3:3 | 3:6 |     | 3:2 | 8:2 | 5 | 2 | 2 | 1 | 18:14 | 6 |
| 11. Киргизская ССР  | 3:3 | 2:5 | 4:8 | 2:3 |     | 2:1 | 5 | 1 | 1 | 3 | 13:20 | 3 |
| 12. Таджикская ССР  | 3:8 | 2:7 | 1:2 | 2:8 | 1:2 |     | 5 | 0 | 0 | 5 | 9:27  | 0 |

7—9-е места для трёх команд, набравших по 7 очков, распределены по результатам игр между ними (Узбекская ССР в этих матчах набрала 3 очка, Казахская ССР — 2, Армянская ССР — 1).
14 августа
- Казахская ССР — Белорусская ССР — 3:3
- Узбекская ССР — Киргизская ССР — 3:3
- Армянская ССР — Таджикская ССР — 2:1

15 августа
- Белорусская ССР — Таджикская ССР — 8:2
- Армянская ССР — Киргизская ССР — 8:4
- Казахская ССР — Узбекская ССР — 2:2

16 августа
- Узбекская ССР — Армянская ССР — 2:1
- Казахская ССР — Таджикская ССР — 7:2
- Белорусская ССР — Киргизская ССР — 3:2

17 августа
- Казахская ССР — Киргизская ССР — 5:2
- Узбекская ССР — Таджикская ССР — 8:3
- Армянская ССР — Белорусская ССР — 6:3

### За 13—17-е места
|                     | 13   | 14  | 15   | 16  | 17  | И | В | Н | П | М     | О |
| ------------------- | ---- | --- | ---- | --- | --- | - | - | - | - | ----- | - |
| 13. Эстонская ССР   |      | 1:0 | 11:2 | 4:3 | 7:1 | 4 | 4 | 0 | 0 | 23:6  | 8 |
| 14. Литовская ССР   | 0:1  |     | 3:0  | 6:4 | 8:2 | 4 | 3 | 0 | 1 | 17:7  | 6 |
| 15. Молдавская ССР  | 2:11 | 0:3 |      | 6:5 | 5:1 | 4 | 2 | 0 | 2 | 13:20 | 4 |
| 16. Туркменская ССР | 3:4  | 4:6 | 5:6  |     | 4:3 | 4 | 1 | 0 | 3 | 16:19 | 2 |
| 17. Латвийская ССР  | 1:7  | 2:8 | 1:5  | 3:4 |     | 4 | 0 | 0 | 4 | 7:24  | 0 |

14 августа
- Эстонская ССР — Туркменская ССР — 4:3
- Литовская ССР — Латвийская ССР — 8:2

15 августа
- Туркменская ССР — Латвийская ССР — 4:3
- Литовская ССР — Молдавская ССР — 3:0

16 августа
- Эстонская ССР — Латвийская ССР — 7:1
- Молдавская ССР — Туркменская ССР — 6:5

17 августа
- Эстонская ССР — Молдавская ССР — 11:2
- Литовская ССР — Туркменская ССР — 6:4

## Лучшие бомбардиры
16 мячей
- Гарри Галустян (Армянская ССР)

12 мячей
- Гиви Чикваная (Грузинская ССР)

11 мячей
- Юрий Степин (Украинская ССР)

10 мячей
- Николай Кузнецов (Азербайджанская ССР)

9 мячей
- Владимир Евдокименко (Белорусская ССР)
- Владимир Калиниченко (Узбекская ССР)
- Виталий Костицын (Украинская ССР)
- Юрий Погорелов (Казахская ССР)

8 мячей
- Анатолий Бережнов (Киргизская ССР)
- Виктор Клюкин (Туркменская ССР)
- Отар Миминошвили (Грузинская ССР)
- Валерий Панченко (Казахская ССР)
- Виктор Преснов (Молдавская ССР)
- Энн Реккорд (Эстонская ССР)
- Евгений Сенгилейцев (Таджикская ССР)
- Ионас Чирунас (Литовская ССР)
- Александр Шидловский (Москва)

## Чемпионы
Москва: Виктор Агеев, Юрий Григоровский, Игорь Зингер, Анатолий Карташов, Вячеслав Куренной, Алексей Куцев, Пётр Мшвениерадзе, Владимир Новиков, Владимир Семёнов, Александр Шидловский, Анатолий Шуберт. Тренер — Борис Гойхман.